# کارلوس ایساک
کارلوس ایساک (انگلیسی: Carlos Isaac؛ زادهٔ ۳۰ آوریل ۱۹۹۸) بازیکن فوتبال اهل اسپانیا است که به صورت قرضی از دپورتیوو آلاوس در پست مدافع راست برای رئال اویدو بازی می‌کند.
وی همچنین در تیم ملی فوتبال زیر ۱۷ سال اسپانیا بازی کرده‌است.